# کادرتزونه ترمه
کادرتزونه ترمه (به ایتالیایی: Caderzone Terme) یک کومونه در ایتالیا است که در ترنتینو واقع شده‌است.

## خصوصیات
کادرتزونه ترمه ۱۸٫۶ کیلومترمربع مساحت و ۶۶۲ نفر جمعیت دارد و ۷۲۳ متر بالاتر از سطح دریا واقع شده‌است.

## خواهرخوانده
شهرهای Weißbach bei Lofer و Sassofeltrio خواهرخوانده‌های کادرتزونه ترمه هستند.